# Elijah Cummings
Elijah Eugene Cummings, född 18 januari 1951 i Baltimore, Maryland, död 17 oktober 2019 i Baltimore, Maryland, var en amerikansk demokratisk politiker. Han representerade delstaten Marylands sjunde distrikt i USA:s representanthus från 1996 till sin död.
Cummings avlade 1973 grundexamen vid Howard University och 1976 juristexamen vid University of Maryland. Han arbetade sedan som advokat och som domare i Maryland.
Kongressledamoten Kweisi Mfume avgick 1996. Cummings vann fyllnadsvalet för att efterträda Mfume i representanthuset. Han valdes om sju gånger.
Sedan demokraterna tog kontroll över USA:s representanthus efter mellanårsvalet 2018, valdes han till ordförande för representanthusets tillsynskommitté. Han utsågs till kommitténs ordförande 2019. Cummings var drivande i frågan om att avsätta president Donald Trump.
Han gifte sig med Joyce Matthews, skild 1982, med vilken han fick en dotter, Jennifer J. Cummings. Han hade en son och en dotter, Adia Cummings, från andra relationer. Han var gift med Maya Rockeymoore Cummings 2008-2019.